# Sálim Ali
Pour les articles homonymes, voir Ali.
Sálim Ali — son nom complet Sálim Moizuddin Abdul Ali — né le 12 novembre 1896 à Bombay et mort le 27 juillet 1987  dans la même ville, est un ornithologue indien.

## Biographie
Très tôt orphelin, Sálim Ali est élevé par son oncle maternel, Amiruddin Tyabji, chasseur et proche de la nature. À 10 ans, Sálim tue un oiseau étrange que son oncle ne connaît pas. Celui-ci l'envoie à Bombay au siège de la Société d'histoire naturelle. Cette démarche change le cours de la vie du jeune Sálim Ali. Il est reçu par Walter Samuel Millard, secrétaire honoraire de la Société, qui lui montre les collections d'oiseaux empaillés.
Ne trouvant pas d'emploi dans le domaine de l'histoire naturelle, Sálim Ali part, en 1919 en Birmanie pour s'occuper d'exploitation forestière et de mines. Il en profite pour explorer les forêts birmanes. Mais les affaires ne sont pas florissantes et il doit retourner en Inde. Il tente à nouveau de trouver un poste d'ornithologue mais les diplômes lui font défaut.
Il décide alors de reprendre ses études en travaillant à mi-temps. Il part à Berlin pour suivre les cours du professeur d'ornithologie Erwin Stresemann. Malgré cette formation prestigieuse à l'étranger, Ali, de retour en Inde, est toujours sans emploi. C'est alors qu'il a l'idée de proposer aux États princiers des Indes de réaliser gratuitement leur inventaire aviaire en échange de son hébergement et de son transport. C'est ainsi que débute une vie de nomade où il met en pratique tout ce qu'il a appris en Allemagne.
Sálim Ali s'intéresse non seulement à la taxinomie mais aussi à l'écologie et au comportement, des observations impossibles dans un laboratoire mais uniquement sur le terrain. Tehmina, l'épouse de Sálim Ali l'accompagne partout jusqu'à sa mort soudaine en 1939.
Après l'indépendance de l'Inde, Sálim Ali prend la présidence de la Société d'histoire naturelle de Bombay. Afin de sauver cette institution vieille de 200 ans, Ali écrit au premier ministre Nehru qui lui octroie des fonds.
C'est enfin que vient la reconnaissance de la communauté scientifique ainsi que de son pays.